# Beutelknochen
Der Beutelknochen (Os epipubis, Plural Ossa epubica) ist ein paariger Knochen, der für die Beuteltiere sowie für die Kloakentiere typisch ist und entsprechend nur bei ihnen zu finden ist. Es handelt sich dabei um zwei vom Schambein des Beckens nach vorne ragende Knochen. Da auch die eierlegenden Kloakentiere Beutelknochen aufweisen, wird vermutet, dass es sich dabei um ein ursprüngliches Säugetiermerkmal handeln könnte, welches bei der Evolution der Höheren Säugetiere reduziert wurde.
Da die Beutelknochen auch bei den Männchen und bei beutellosen Arten vorhanden sind, geht man davon aus, dass diese Knochen nichts mit der Fortpflanzung zu tun hatten, sondern dem Muskelansatz für die Bewegung der hinteren Gliedmaßen dienten. Als Bauchwandknochen sind sie in diese eingelagert.